# Mirillis Action!
Mirillis Action! – program do nagrywania pulpitu Windows w jakości FULL HD, dzięki wykorzystaniu mocy procesora graficznego (GPU).
Wyprodukowany i dostarczony na rynek polski i globalny w 2012 roku Action! stał się alternatywą dla popularnego wówczas programu Fraps.
Mirillis Action! jest programem odpłatnym i wymaga wykupienia licencji. Z wersji próbnej oprogramowania Action! można korzystać przez 30 dni. W czasie trwania wersji testowej producent oferuje możliwość tworzenia nagrań nielimitowanych czasowo oraz wykonywania zrzutów ekranu bez umieszczania na nich znaku wodnego firmy.
Program Mirillis Action! posiada trzy tryby nagrywania: tryb gry i aplikacje wykorzystujący DirectX i OpenGL, aktywny pulpit oraz obszar aktywnego pulpitu pozwalający na nagrywanie dowolnej części pulpitu.
W 2012 roku program Mirillis Action! został wybrany najlepszym programem do nagrywania gier i pulpitu przez społeczność amerykańskiego portalu STEAM. W tym samym roku korporacja Valve skontaktowała się z twórcami Mirillis Action! w celu publikacji ich produktu na platformie STEAM.
W roku 2016 amerykański magazyn TopTenReviews ogłosił program Mirillis Action! najlepszym dostępnym na rynku programem do nagrywania i streamingu gier.

We wrześniu 2016 roku Mirillis Action! uplasował się na dziesiątym miejscu rankingu 15 czołowych programów do rejestrowania gier dla systemu Windows.

## Główne funkcje i narzędzia programu Mirillis Action!
- nagrywanie sekwencji wideo dla wcześniej zdefiniowanego obszaru pulpitu Windows w jakości FULL HD
- nagrywanie ekranu oraz gier w czasie rzeczywistym ze ścieżką audio
- możliwość ładowania plików o dużych rozdzielczościach do serwisów internetowych np. YouTube
- LIVE streaming do YouTube'a oraz Facebooka[6]
- dodawanie do nagrań wideo obrazu z kamer internetowych
- monitorowanie oraz sterowanie nagranymi plikami poprzez urządzenia mobilne z systemem Android[7]
- możliwość zastosowania w nagraniach efektu slow motion
- rejestrowanie filmów ze stron internetowych
- wariant automatycznego usuwania tła z obrazu kamery[8]
- dodawanie komentarzy głosowych w czasie nagrywania wideo za pomocą mikrofonu
- wykonywanie zrzutów ekranu z gier, aplikacji i pulpitu
- szybkie odtwarzanie nagrań w formacie AVI
- tworzenie wysokiej jakości wideo przy niskim rozmiarze pliku wyjściowego
- Action! HUD – dodatkowe okno aplikacji informujące o aktualnie trwającym procesie: pomiaru wydajności, pomiaru wolnej przestrzeni na dysku oraz nagrywania
- opcja pozwalająca nie nagrywać Action! HUD podczas nagrywania pulpitu[9]

## Główne zastosowania programu Mirillis Action!
- tworzenie tutoriali oraz filmów szkoleniowych
- przechwytywanie materiałów wideo z sieci
- eksport nagrań do popularnych urządzeń, formatów i serwisów internetowych
- tworzenie zrzutów ekranów[10]